# Севремон
Севремон (фр. Sèvremont) — новая коммуна на западе Франции, регион Пеи-де-ла-Луар, департамент Вандея, округ Фонтене-ле-Конт, кантон Лез-Эрбье. Расположена в 60 км к северо-востоку от Ла-Рош-сюр-Йона и в 89 км к югу от Нанта, в 18 км от национальной автомагистрали N149. 
Население (2019) — 6 423 человека.

## История
Коммуна образована 1 января 2016 года путем слияния коммун Ла-Флосейер, Ла-Поммере-сюр-Севр, Ле-Шателье-Шатомюр и Сен-Мишель-Мон-Меркюр. Центром коммуны является Ла-Флосейер. От него к новой коммуне перешли почтовый индекс и код INSEE. На картах в качестве координат Севремона указываются координаты Ла-Флосейер.

## Достопримечательности
- Шато Ла-Флосейер XI века
- Церковь Успения Богородицы (Notre-Dame-de-l’Assomption) в Ле-Шателье
- Неороманская церковь Святого Михаила конца XIX века в Сен-Мишель-Мон-Меркюр; на крыше церкви установлена статуя Архангела Михаила

## Экономика
Структура занятости населения:
- сельское хозяйство — 15,7 %
- промышленность — 28,3 %
- строительство — 12,2 %
- торговля, транспорт и сфера услуг — 25,5 %
- государственные и муниципальные службы — 18,3 %

Уровень безработицы (2019) — 7,6 % (Франция в целом —  12,9 %, департамент Вандея — 10,5 %). 

Среднегодовой доход на 1 человека, евро (2019) — 20 660 (Франция в целом — 21 930, департамент Вандея — 21 550).

## Администрация
Пост мэра Севремона с 2020 года занимает Жан-Луи Руа (Jean-Louis Roy). На муниципальных выборах 2020 года возглавляемый им правый список был единственным.
| Период | Период | Фамилия        | Партия        | Примечания                                                |
| ------ | ------ | -------------- | ------------- | --------------------------------------------------------- |
| 2016   | 2020   | Бернар Мартино | Разные правые | торговый представитель, бывший мэр Сен-Мишель-Мон-Меркюра |
| 2020   |        | Жан-Луи Руа    | Разные правые | административный и финансовый директор                    |

## Галерея

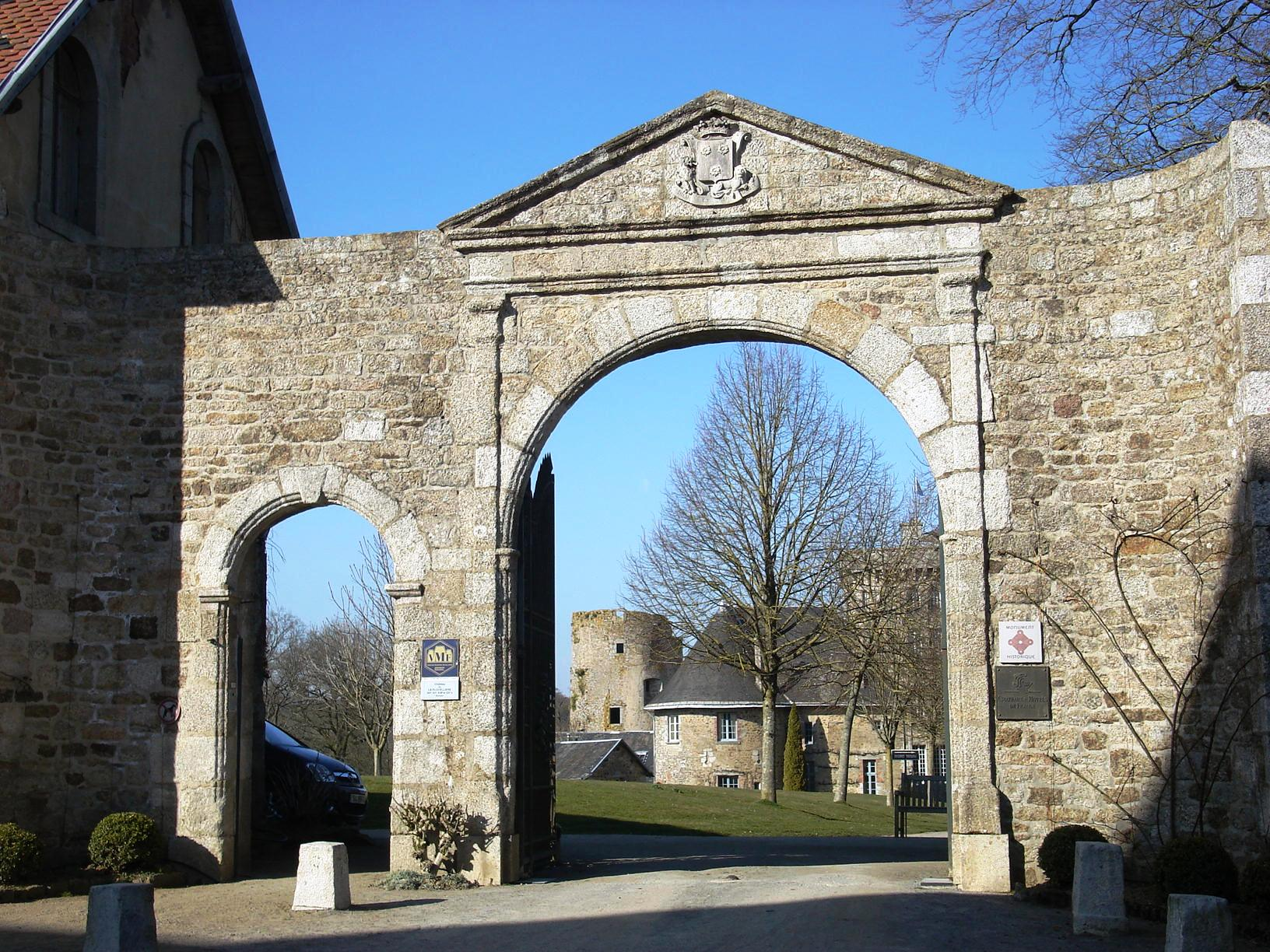
Шато Ла-Флосейер
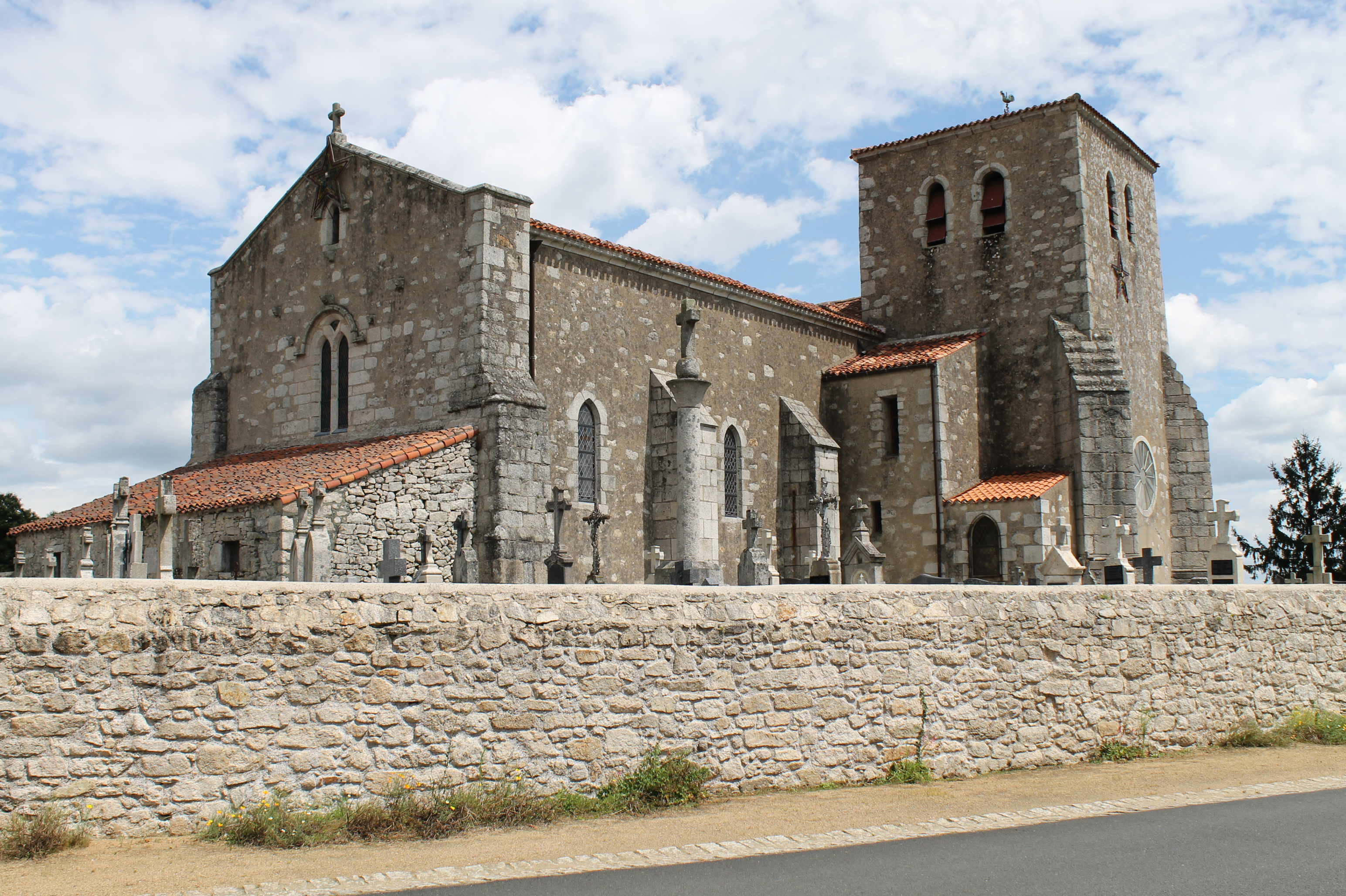
Церковь Успения Богородицы в Ле-Шателье
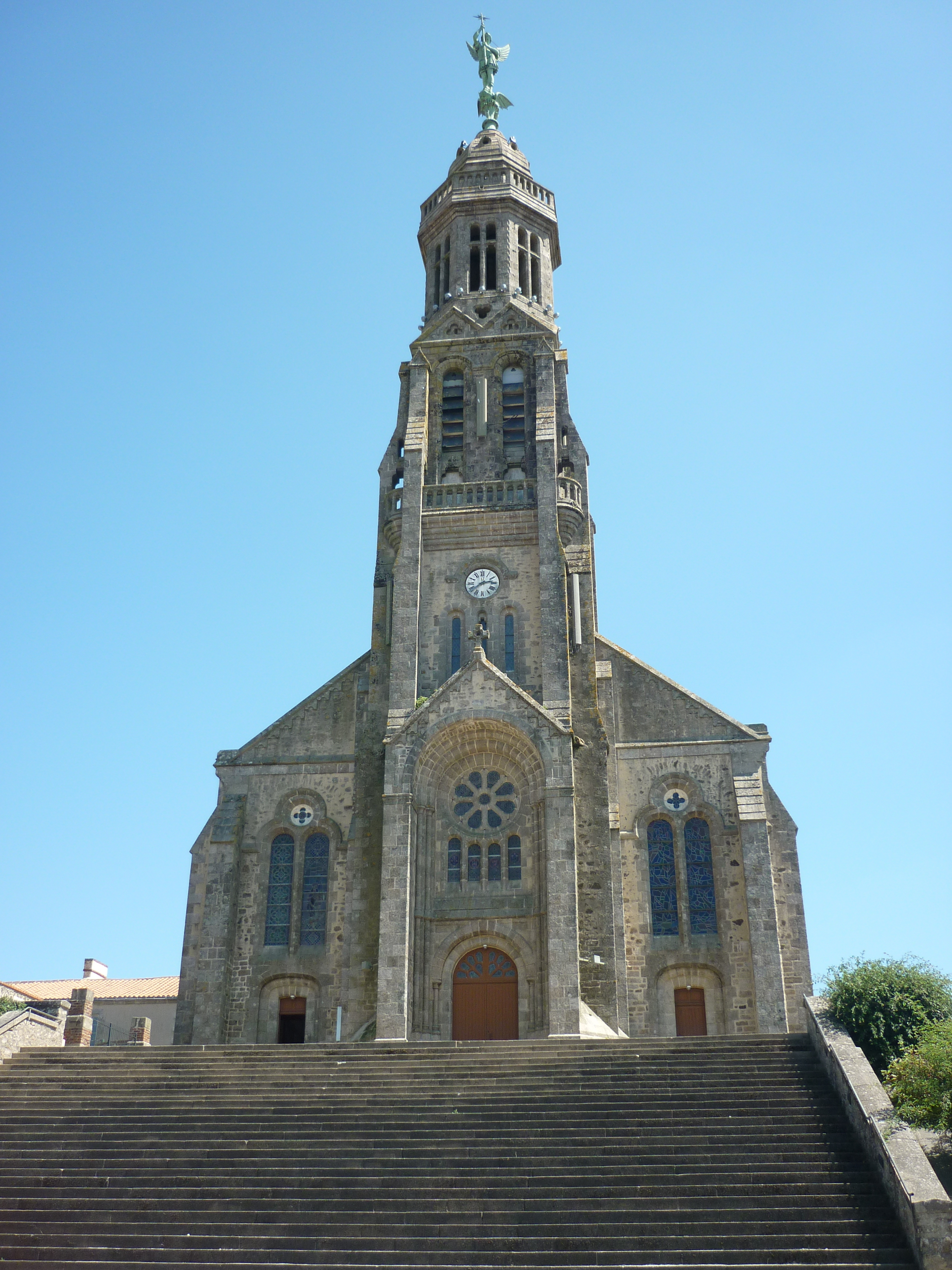
Церковь Святого Михаила в Сен-Мишель-Мон-Меркюр